# Klaudiusz Fontaine
Klaudiusz Fontaine, fr. Claude Fontaine (ur. 1749 w Paryżu, zm. 2 września 1792 w Saint-Germain-des-Prés) – francuski duchowny, błogosławiony Kościoła katolickiego.
Po święceniach kapłańskich działalność duszpasterską prowadził jako wikariusz w kościele Saint-Jacques de la Boucherie. Gdy w rewolucyjnej Francji nasiliło się prześladowanie katolików, w sierpniu 1792 został uwięziony w opactwie Saint-Germain-des-Prés, gdzie trafił aresztowany wraz z dwoma kapłanami, którym udzielił schronienia. Zginął z rąk tłumu, który wcześniej wymordował przewożonych z merostwa do opactwa więźniów, w czasie masakr wrześniowych.
Wspominany jest w dzienną rocznicę śmierci.
Klaudiusz Fontaine został beatyfikowany 17 października 1926 wraz z 190 innymi męczennikami francuskimi przez papieża Piusa XI.